# Dasymaschalon obtusipetalum
Dasymaschalon obtusipetalum är en kirimojaväxtart som beskrevs av Jing Wang, Chalermglin och Richard M.K. Saunders. Dasymaschalon obtusipetalum ingår i släktet Dasymaschalon, och familjen kirimojaväxter. Inga underarter finns listade i Catalogue of Life.